# Susa (Włochy)
Susa (łac. Segusium) – miejscowość i gmina we Włoszech, w regionie Piemont, w prowincji Turyn. W starożytności miasto było stolicą rzymskiej prowincji Alpes Cottiae.
Według danych na rok 2004 gminę zamieszkiwały 6552 osoby, 595,6 os./km².

## Miasta partnerskie
- Barnstaple
- Briançon